# Jacek Woźniak (muzyk)
Trwa dyskusja nad usunięciem tego biogramu, kliknij i weź w niej udział.
Jacek Woźniak (ur. 23 grudnia 1980 w Gdyni) – polski muzyk, współzałożyciel zespołu Farba, w którym gra na perkusji.

## Życiorys
Ukończył Wyższą Europejską Szkołę Hotelarstwa, Turystyki i Przedsiębiorczości. Posiada dyplom ratownika medycznego.
Współpracował z Januszem Popławskim przy tworzeniu działu w piśmie „Gitara + bas + bębny”.
Z zespołem Farba nagrał trzy płyty: Muszę krzyczeć! (2003), Ślady (2006) i 10 (2010).